# (6602) Gilclark
(6602) Gilclark (1989 EC) – planetoida z pasa głównego asteroid okrążająca Słońce w ciągu 2,56 lat w średniej odległości 1,87 j.a. Odkryta 4 marca 1989 roku.